# Szemeslepkék
A szemeslepkék (pávaszemes lepkék, Satyrinae) a lepkék (Lepidoptera) rendjében a tarkalepkefélék (Nymphalidae) egyik fajgazdag alcsaládja.

## Származásuk, elterjedésük
A legtöbb fajuk az Óvilág mérsékelt övében él, néhány a magas északon, az Alpokban, illetve más magashegységekben telepedett meg.

## Megjelenésük, felépítésük
Többnyire közepes vagy kis termetű lepkék. A legkönnyebben arról ismerhetők fel, hogy első szárnyuk szegély alatti ere a legtöbbször, hónaljtőere és végsőere pedig gyakran hólyagszerűen felfúvódott a tövénél. Leginkább barnás szárnyukat majdnem mindig néhány vak vagy magvas szemfolt díszíti.
Az északi, illetve havasi fajok szárnya többnyire sötét (barna), alig mintázott — ezzel szemben néhány, a trópusi Amerikában élő faj szárnya majdnem üvegtisztán átlátszó, jóformán csak a szegélye pikkelyes.
Mindkét nem elülső lábpára elkorcsosult. A középhosszú tapogató oldalt benyomott, alul sűrűn szőrös.
Hernyójuk hátsó pár lába (tolólába)  hiányzik; helyette elvékonyodott farvégükön farkvillája van. A hernyó teste lehet sima, ráncos, vagy gyakran bársonyos bundába takart. Általában (világosabb vagy sötétebb hosszanti sávok tarkázzák.

## Életmódjuk, élőhelyük
Számos fajuk az erdővidékeken telepedett meg (Ronkay, 1986). Azok viszont, amelyek tápnövényei a fűfélék, a száraz, napos, fátlan vagy bokros lejtőket, töltések oldalait kedvelik, sőt, a hóhatár közelében is előfordulnak.
A hernyók éjjel aktívak, nappal rendszerint elrejtőznek tápnövényükön. Bábjuk a földön, kő alatt vagy sekélyen a föld alatt pihen. Néhány faj bábjának a hátsó (fari) végét fonállal erősíti meg vagy laza szövedékbe burkolja.

## Rendszerezésük
Az alcsaládba az alábbi nemzetségek, alnemzetségek és nemek tartoznak:

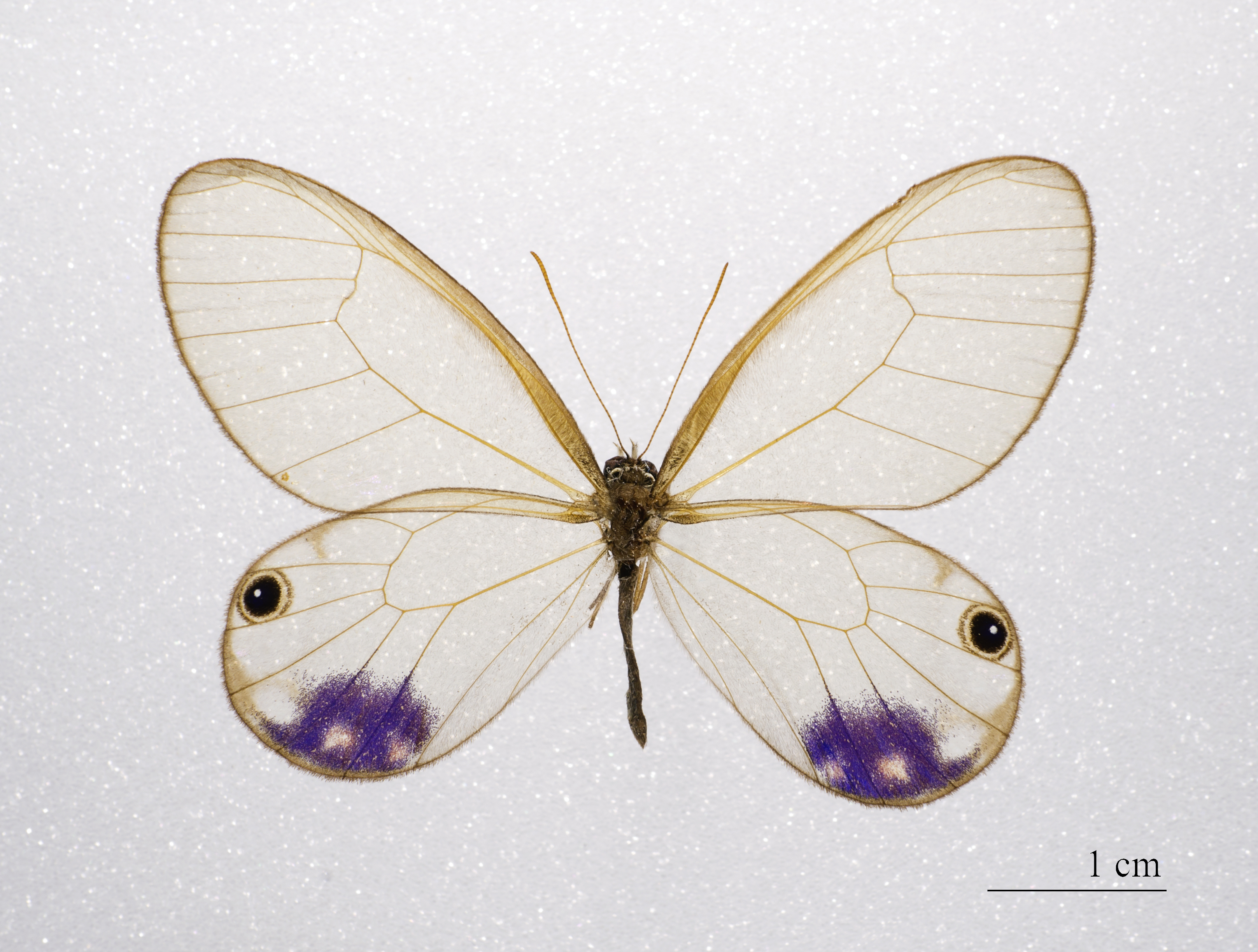
Cithaerias esmeralda

- Dirini nemzetség
  - Aeropetes
  - Dingana
  - Dira
  - Paralethe
  - Tarsocera
  - Torynesis
- Elymniini nemzetség
  - Elymniina alnemzetség
    - Elymnias
    - Elymniopsis

  - Lethina alnemzetség
    - Aphysoneura
    - Chonala
    - Enodia
    - Hanipha
    - Kirinia
    - Lethe
    - Lopinga
    - Mandarinia
    - Neope
    - † Neorinella
    - † Neorinopsis
    - Ninguta
    - Nosea
    - Orinoma
    - Pararge
    - † Pseudoneorina
    - Ptychandra
    - Rhaphicera
    - † Satyrites
    - Satyrodes
    - Tatinga

  - Mycalesina alnemzetség
    - Admiratio
    - Bicyclus
    - Bletogona
    - Hallelesis
    - Henotesia
    - Heteropsis
    - Houlbertia
    - Lohora
    - Masoura
    - Mycalesis
    - Nirvanopsis
    - Orsotriaena
    - Pseudomycalesis

  - Parargina alnemzetség
    - Chonala
    - Kirinia
    - Lasiommata
    - Lopinga
    - Nosea
    - Orinoma
    - Pararge
    - Rhaphicera
    - Tatinga

  - Zetherina alnemzetség
    - Callarge
    - Ethope
    - Neorina
    - Penthema
    - Zethera
- Eritini nemzetség
  - Coelites
  - Erites
  - Orsotriaena
  - Zipaetis
- Haeterini nemzetség
  - Cithaerias Cithaerias esmeralda
  - Dulcedo
  - Haetera
  - Pierella
  - Pseudohaetera
- Melanitini nemzetség
  - Bletogona
  - Cyllogenes
  - Gnophodes
  - Manataria
  - Melanitis
  - Parantirrhoea
- Ragadiini nemzetség
  - Acrophtalmia
  - Acropolis
  - Ragadia
- Satyrini nemzetség
  - Coenonymphina alnemzetség
    - Cercyonis
    - Coenonympha
    - Lyela
    - Sinonympha
    - Triphysa

  - Dirina alnemzetség
    - Dingana
    - Dira
    - Tarsocera
    - Torynesis

  - Erebiina alnemzetség
    - Diaphanos
    - Erebia
    - Ianussiusa
    - Idioneurula
    - Manerebia
    - Neomaniola
    - Sabatoga
    - Stuardosatyrus
    - Tamania

  - Euptychiina alnemzetség
    - Amphidecta
    - Archeuptychia
    - Caenoptychia
    - Caeruleuptychia
    - Capronnieria
    - Cepheuptychia
    - Cercyeuptychia
    - Chloreuptychia
    - Cissia
    - Coeruleotaygetis
    - Cyllopsis
    - Erichthodes
    - Euptychia
    - Euptychioides
    - Forsterinaria
    - Godartiana
    - Guaianaza
    - Harjesia
    - Hermeuptychia
    - Magneuptychia
    - Megeuptychia
    - Megisto
    - Moneuptychia
    - Neonympha
    - Oressinoma
    - Palaeonympha
    - Paramacera
    - Parataygetis
    - Pareuptychia
    - Paryphthimoides
    - Pharneuptychia
    - Pindis
    - Posttaygetis
    - Praefaunula
    - Pseudeuptychia
    - Pseudodebis
    - Rareuptychia
    - Satyrotaygetis
    - Splendeuptychia
    - Taydebis
    - Taygetina
    - Taygetis Taygetis mermeria
    - Taygetomorpha
    - Yphthimoides
    - Zischkaia

  - Hypocystina alnemzetség
    - Altiapa
    - Argynnina
    - Argyronympha
    - Argyrophenga
    - Dodonidia
    - Erebiola
    - Erycinidia
    - Geitoneura
    - Harsiesis
    - Heteronympha
    - Hyalodia
    - Hypocysta
    - Lamprolenis
    - Nesoxenica
    - Oreixenica
    - Paratisiphone
    - Percnodaimon
    - Platypthima
    - Tisiphone
    - Zipaetis

  - Lethina alnemzetség
    - Aphysoneura
    - Chonala
    - Enodia
    - Hanipha
    - Kirinia
    - Lethe
    - Lopinga
    - Mandarinia
    - Neope
    - †Neorinella
    - †Neorinopsis
    - Ninguta
    - Nosea
    - Orinoma
    - Pararge
    - †Pseudoneorina
    - Ptychandra
    - Rhaphicera
    - †Satyrites
    - Satyrodes
    - Tatinga

  - Maniolina alnemzetség
    - Aphantopus
    - Cercyonis
    - Hyponephele
    - Maniola
    - Proterebia
    - Pyronia

  - Melanargiina alnemzetség
    - Melanargia

  - Mycalesina alnemzetség
    - Admiratio
    - Bicyclus
    - Bletogona
    - Hallelesis
    - Henotesia
    - Heteropsis
    - Houlbertia
    - Lohora
    - Masoura
    - Mycalesis
    - Nirvanopsis
    - Orsotriaena
    - Pseudomycalesis

  - Parargina alnemzetség
    - Chonala
    - Kirinia
    - Lasiommata
    - Lopinga
    - Nosea
    - Orinoma
    - Pararge
    - Rhaphicera
    - Tatinga

  - Pronophilina alnemzetség
    - Altopedaliodes
    - Antopedaliodes
    - Apexacuta
    - Argyrophorus
    - Arhuaco
    - Auca
    - Calisto
    - Cheimas
    - Chillanella
    - Corades
    - Corderopedaliodes
    - Cosmosatyrus
    - Daedalma
    - Dangond
    - Diaphanos
    - Drucina
    - Druphila
    - Elina
    - Eretris
    - Etcheverrius
    - Eteona
    - Faunula
    - Foetterleia
    - Gyrocheilus
    - Haywardella
    - Homoeonympha
    - Junea
    - Lasiophila
    - Lymanopoda
    - Manerebia
    - Mygona
    - Nelia
    - Neomaenas
    - Neomaniola
    - Neopedaliodes
    - Neosatyrus
    - Oxeoschistus
    - Palmaris
    - Pampasatyrus
    - Pamperis
    - Panyapedaliodes
    - Paramo
    - Parapedaliodes
    - Pedaliodes
    - Pherepedaliodes
    - Physcopedaliodes
    - Praepedaliodes
    - Praepronophila
    - Proboscis
    - Pronophila
    - Protopedaliodes
    - Pseudomaniola
    - Punapedaliodes
    - Punargentus
    - Quilaphoestosus
    - redonda
    - Sabatoga
    - Sierrasteroma
    - Spinantenna
    - Steremnia
    - Steroma
    - Steromapedaliodes
    - Stuardosatyrus
    - Tetraphlebia
    - Thiemeia

  - Ragadina alnemzetség
    - Acropolis
    - Acrophtalmia
    - Ragadia

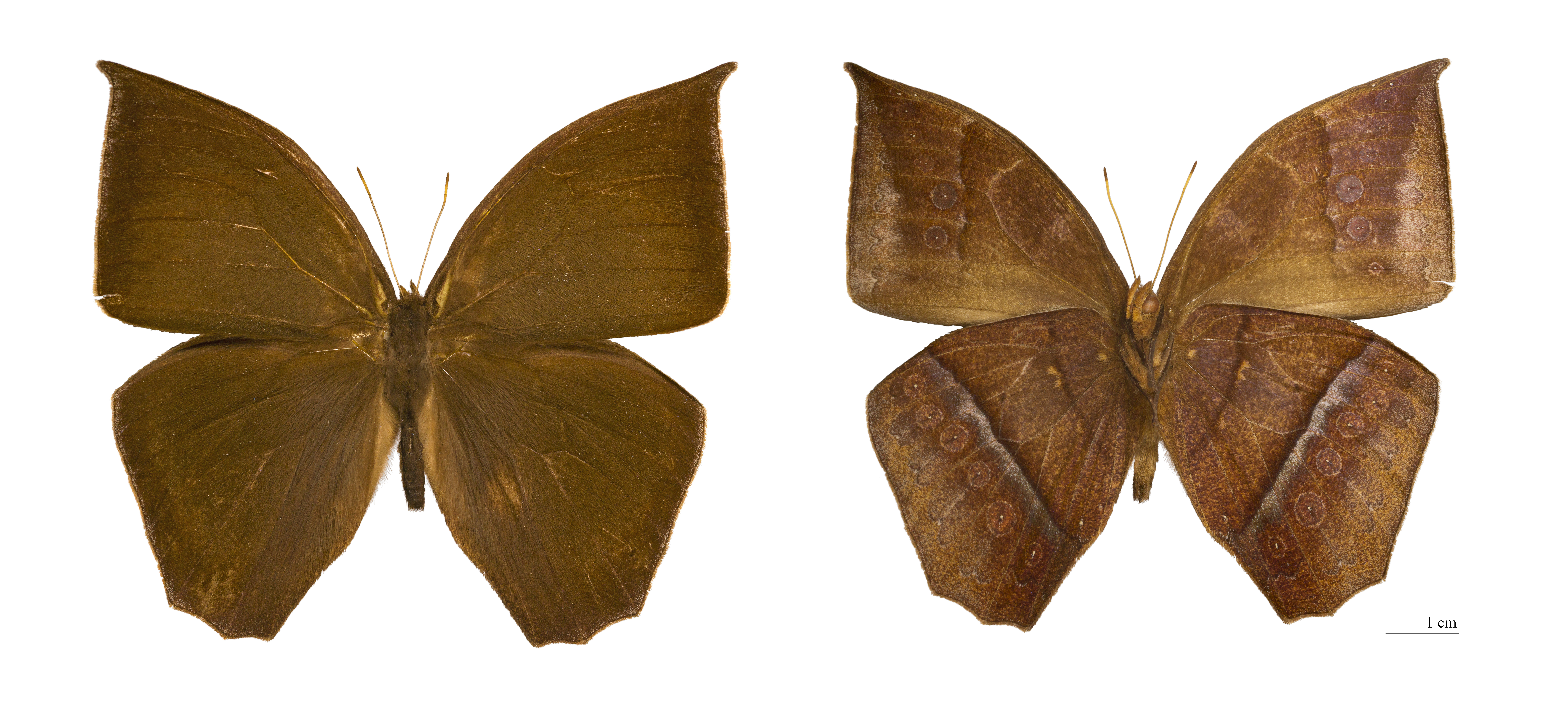
Taygetis mermeria

  - Satyrina alnemzetség (valódi szemeslepkék)
    - Arethusana
    - Aulocera
    - Berberia
    - Boeberia
    - Brintesia
    - Callerebia
    - Cassionympha
    - Chazara
    - Coenyra
    - Coenyropsis
    - Davidina
    - Hipparchia
    - Kanetisa
    - Karanasa
    - Loxerebia
    - Mashuna
    - Melampias
    - Minois
    - Neita
    - Neocoenyra
    - Neominois
    - Oeneis
    - Paralasa
    - Paroeneis
    - Physcaeneura
    - Pseudochazara
    - Pseudonympha
    - Satyrus
    - Strabena
    - Stygionympha
    - Ypthima
    - Ypthimomorpha

  - Ypthimina alnemzetség
    - Argestina
    - Austroypthima
    - Boeberia
    - Callerebia
    - Cassionympha
    - Coenyra
    - Coenyropsis
    - Loxerebia
    - Mashuna
    - Mashunoides
    - Melampias
    - Neita
    - Neocoenyra
    - Paralasa
    - Physcaneura
    - Pseudonympha
    - Strabena
    - Stygionympha
    - Ypthima
    - Ypthimomorpha